# Amarilis Savón
Amarilys Savón Carmenate (Santiago de Cuba, 13 de mayo de 1974) es una deportista cubana que compitió en judo.
Participó en cuatro Juegos Olímpicos de Verano entre los años 1992 y 2004, obteniendo un total de tres medallas de bronce. En los Juegos Panamericanos consiguió tres medallas de bronce entre los años 1995 y 2003.
Ganó cuatro medallas en el Campeonato Mundial de Judo entre los años 1995 y 2003, y siete medallas en el Campeonato Panamericano de Judo entre los años 1992 y 2004.

## Palmarés internacional
| Juegos Olímpicos        | Juegos Olímpicos                | Juegos Olímpicos  | Juegos Olímpicos |
| Año                     | Lugar                           | Medalla           | Categoría        |
| ----------------------- | ------------------------------- | ----------------- | ---------------- |
| 1992                    | Barcelona (España)              | Medalla de bronce | –48 kg           |
| 1996                    | Atlanta (Estados Unidos)        | Medalla de bronce | –48 kg           |
| 2004                    | Atenas (Grecia)                 | Medalla de bronce | –52 kg           |
| Campeonato Mundial      |                                 |                   |                  |
| Año                     | Lugar                           | Medalla           | Categoría        |
| 1995                    | Chiba (Japón)                   | Medalla de bronce | –48 kg           |
| 1997                    | París (Francia)                 | Medalla de plata  | –48 kg           |
| 1999                    | Birmingham (Reino Unido)        | Medalla de plata  | –48 kg           |
| 2003                    | Osaka (Japón)                   | Medalla de oro    | –52 kg           |
| Juegos Panamericanos    |                                 |                   |                  |
| Año                     | Lugar                           | Medalla           | Categoría        |
| 1995                    | Mar del Plata (Argentina)       | Medalla de oro    | –48 kg           |
| 1999                    | Winnipeg (Canadá)               | Medalla de oro    | –48 kg           |
| 2003                    | Santo Domingo (Rep. Dominicana) | Medalla de oro    | –52 kg           |
| Campeonato Panamericano |                                 |                   |                  |
| Año                     | Lugar                           | Medalla           | Categoría        |
| 1992                    | Hamilton (Canadá)               | Medalla de oro    | –48 kg           |
| 1994                    | Santiago de Chile (Chile)       | Medalla de oro    | –48 kg           |
| 1996                    | San Juan (Puerto Rico)          | Medalla de oro    | –48 kg           |
| 1997                    | Guadalajara (México)            | Medalla de oro    | –48 kg           |
| 1998                    | Santo Domingo (Rep. Dominicana) | Medalla de oro    | –48 kg           |
| 2002                    | Santo Domingo (Rep. Dominicana) | Medalla de oro    | –52 kg           |
| 2004                    | Isla de Margarita (Venezuela)   | Medalla de oro    | –52 kg           |